# Flughafen Düsseldorf

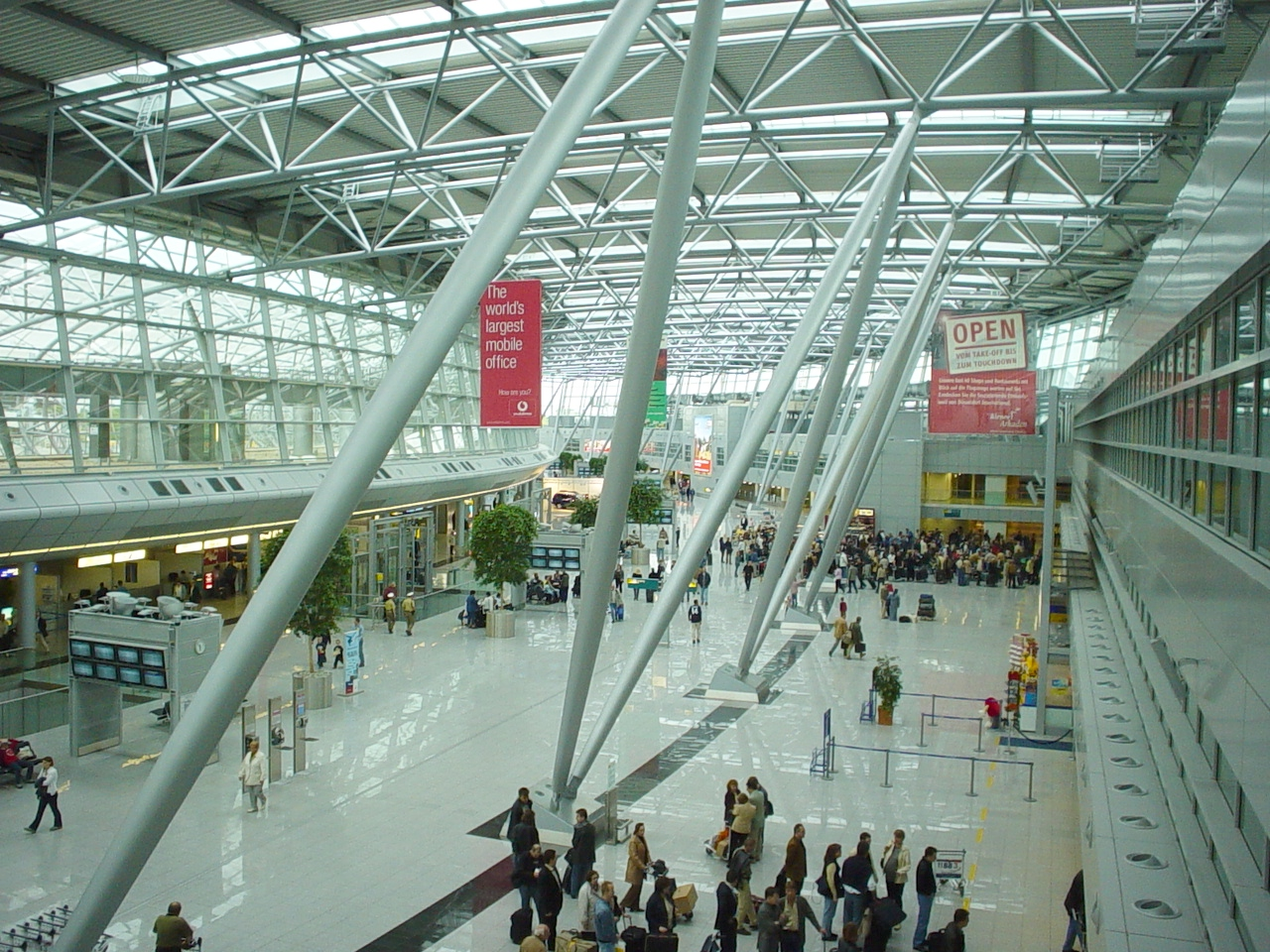
Terminal van de luchthaven

Düsseldorf Airport (IATA: DUS, ICAO: EDDL), (Duits: Flughafen Düsseldorf) is de op drie na grootste luchthaven van Duitsland.
De luchthaven ligt 8 km ten noorden van de stad Düsseldorf zelf, in Noordrijn-Westfalen. Ze bedient 180 bestemmingen met 75 luchtvaartmaatschappijen. In 2022 werden op de luchthaven ruim 140.500 vluchten uitgevoerd waarmee iets meer dan 16 miljoen passagiers en circa 38.500 ton vracht vervoerd werden.

## Verkeer en vervoer
Düsseldorf International heeft een directe aansluiting op de A 44.
Daarnaast heeft de luchthaven een aansluiting op het spoorwegnet met het station Düsseldorf Flughafen. Het station werd geopend in 2000. Per dag wordt het station aangedaan door zo'n 350 IC, ICE, RE en S-Bahn-treinen. Eenmaal per dag rijdt er een Eurostar-trein van Brussel-Zuid naar Düsseldorf Luchthaven.

## Geschiedenis
De luchthaven werd geopend op 19 april 1927, na een bouwtijd van 2 jaar.
Op 11 april 1996 ontstond er brand op de luchthaven, waarschijnlijk veroorzaakt door laswerk op het dak nabij terminal A. Zeventien mensen vonden de dood door rook die werd ingeademd. Zowel terminal A als B waren flink beschadigd. Terminal C kon al vrij snel weer open. De herbouwde terminal A werd in 1998 heropend en terminal B in 2001.